# Aeroporto di Fès-Saïss
L'aeroporto di Fès-Saïss (IATA: FEZ, ICAO: GMFF) è uno dei principali aeroporti del Marocco. Si trova nel nord del Paese a 15 km a sud di Fès, sulla strada nazionale 8 in direzione di Ifrane.